# 입을 연 석류
"입을 연 석류"(Open-Mouthed Pomegranate)는 한국에서 제작된 문여송 감독의 1984년 드라마, 멜로/로맨스 영화이다. 최선아 등이 주연으로 출연하였고 김화식 등이 제작에 참여하였다.

## 출연

### 주연
- 최선아
- 정한용
- 황건일
- 홍성민

## 기타
- 조명: 김윤덕
- 녹음: 김성찬